# Allgemeine Schweizerische Militärzeitschrift

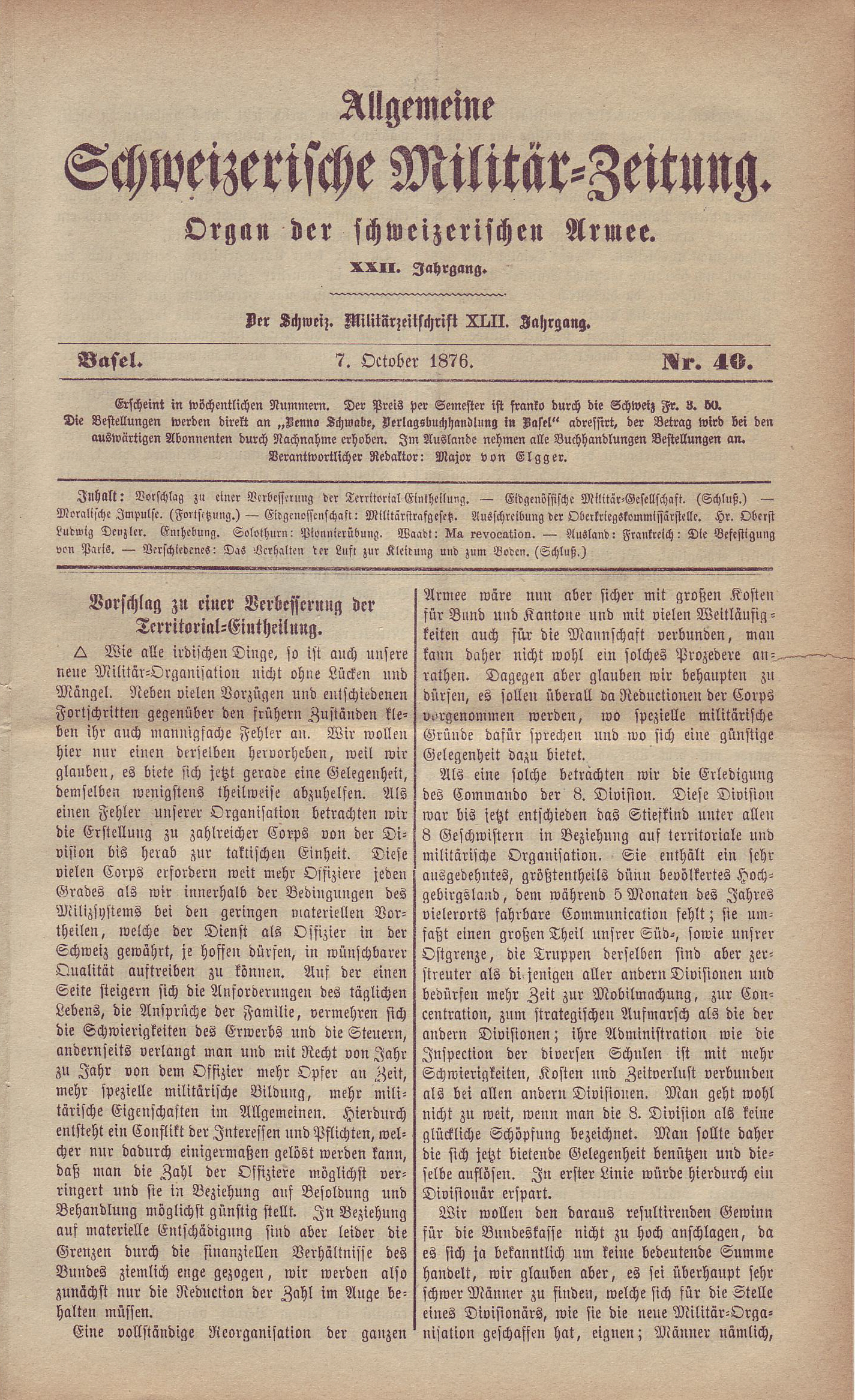
Ausgabe der Allgemeinen Schweizerischen Militär-Zeitung vom Oktober 1876

Die Allgemeine Schweizerische Militärzeitschrift (ASMZ) ist eine militärische Fachzeitschrift, die seit 1833 in der Schweiz erscheint. Sie trug nacheinander die Namen Helvetische Militär-Zeitschrift (1833–1846), Schweizerische Militär-Zeitschrift (1847–1854), Allgemeine Schweizerische Militär-Zeitung bzw. Allgemeine Schweizerische Militärzeitung = Journal militaire suisse = Gazetta militare svizzera (1855–1947) und seit 1948 den heutigen Titel, ASMZ : Sicherheit Schweiz : Allgemeine schweizerische Militärzeitschrift.

## Geschichte
Im Jahre 1833 gründete Friedrich Lohbauer, ein aus Deutschland in die freie Schweiz geflüchteter Militärwissenschaftler, das Blatt.

„Wenn wir meinen, der Feind stehe noch fünfzig Meilen ferne, - so ist es nicht wahr; er sitzt alle Zeit aufs Höchste nur vierundzwanzig Stunden weit weg, ja er ist noch viel näher da, denn wir tragen ihn - in unsern Herzen soll nicht gesagt werden, da sitzt er nur den Feigen, - aber unter unsern Herzen! Der Feind sitzt - im Magen, und er erfordert eine eigene Taktik und Strategie; denn umgehen läßt er sich nicht, und täuschen auch nicht auf die Länge. Der Feldherr, der mehr als einen eintägigen Waffenstillstand, der einen dauernden Frieden ihm zu diktieren, der ihn aversaliter zu befriedigen vermöchte - der würde eine so große Revolution in der ganzen Kriegskunst machen, als die Welt je erlebt hat.“

Ab dem Jahre 1855 wurde die im Untertitel als «Organ der schweizerischen Armee» bezeichnete Publikation bei der Schweighauserschen Buchdruckerei und Verlagsbuchhandlung in Basel herausgegeben und war vergleichbar mit dem preussischen Militär-Wochenblatt zwischen 1824 und 1867. In der wöchentlich erscheinenden Zeitung veröffentlichten Offiziere grössere Aufsätze über das Kriegswesen, kriegsgeschichtliche Darstellungen sowie kleinere Mitteilungen. Ab dem Jahre 1903 erschien zusätzlich auch ein Literaturblatt für eine ausführliche Rezension der militärwissenschaftlichen Publikationen. 
Die Redaktion stand ab dem 1. August 1901 unter der Leitung des Obersten Ulrich Wille, der 1914 General und damit Oberkommandierender der Schweizer Armee wurde. Der Preis der nun beim Basler Schwabe Verlag erscheinenden Zeitung war mit jährlich 10 Franken vergleichsweise günstig. Bei Ausbruch des Ersten Weltkrieges pausierte die Zeitung in den ersten vier Monaten des «Aufgebots» und erschien danach aus Neutralitätsgründen «möglichst farblos».
Anfang Januar 1917 gab Wille in einer Feldpostkarte bekannt, dass ihm die Zeit für die weitere Redaktionsarbeit fehle, und übertrug diese im Juni 1917 dem Offizier Eduard Wildbolz. Nach Kriegsende verlangte Wille seinen bereits neu besetzen Platz als Redaktionsleiter zurück, was ihm abschlägig beschieden wurde. Wille richtete darauf am 23. Januar 1919 einen wütenden Brief an den Verleger Karl Schwabe. Ein Antwortschreiben ist nicht archivalisch überliefert. In der Zeit, in der sich die Schweiz im Zweiten Weltkrieg befand, blieb Schwabe Verleger. 1947 übernahm Huber & Co. in Frauenfeld.
Aktuell ist man beim Verlag Brunner Medien AG in Kriens.

## Die ASMZ heute
Heute wird die ASMZ unter dem Titel Allgemeine Schweizerische Militärzeitschrift und der Marke ASMZ Sicherheit Schweiz von der Schweizerischen Offiziersgesellschaft in Zürich herausgegeben und ist seit 1948 deren offizielles Organ. Somit hat die Zeitschrift nur noch offiziösen Charakter. Nach eigenen Angaben erfüllt sie folgende Aufgaben:
- Stellungnahmen zu militärischen und wehrpolitischen Ereignissen und Entwicklungen im In- und Ausland
- Information über Militärwesen und Verteidigung
- Anregen praktischer Arbeit mit der Schweizer Armee
- Information über die Tätigkeit der Schweizerischen Offiziersgesellschaft

Über eine Fusion mit der Zeitschrift Schweizer Soldat, deren Zielgruppe die Unteroffiziere sind, wurde in den Medien spekuliert. Entsprechende Vorhaben wurden jedoch durch die Schweizerische Offiziersgesellschaft im Jahr 2007 dementiert.
Die Auflage beträgt nach eigenen Angaben 17'060 verkaufte bzw. 19'500 verbreitete Exemplare, die Reichweite 54'856 Leser (2015).

## Chefredaktoren
Als ausgewählte Chefredaktoren seien genannt:
- von 1968 bis 1975 Oberst i Gst Walter Schaufelberger
- von 2008 bis 2011 Oberst i Gst Roland Beck
- danach Oberst i Gst Peter Schneider
- schliesslich Divisionär a. D. Andreas Bölsterli,
- aktuell (2025) Major Christian Brändli